# Ковда (село)
Ко́вда — село в Кандалакшском районе Мурманской области. Входит в городское поселение Зеленоборский.

## География
Лесные пожары
Включено в перечень населенных пунктов Мурманской области, подверженных угрозе лесных пожаров.

## История

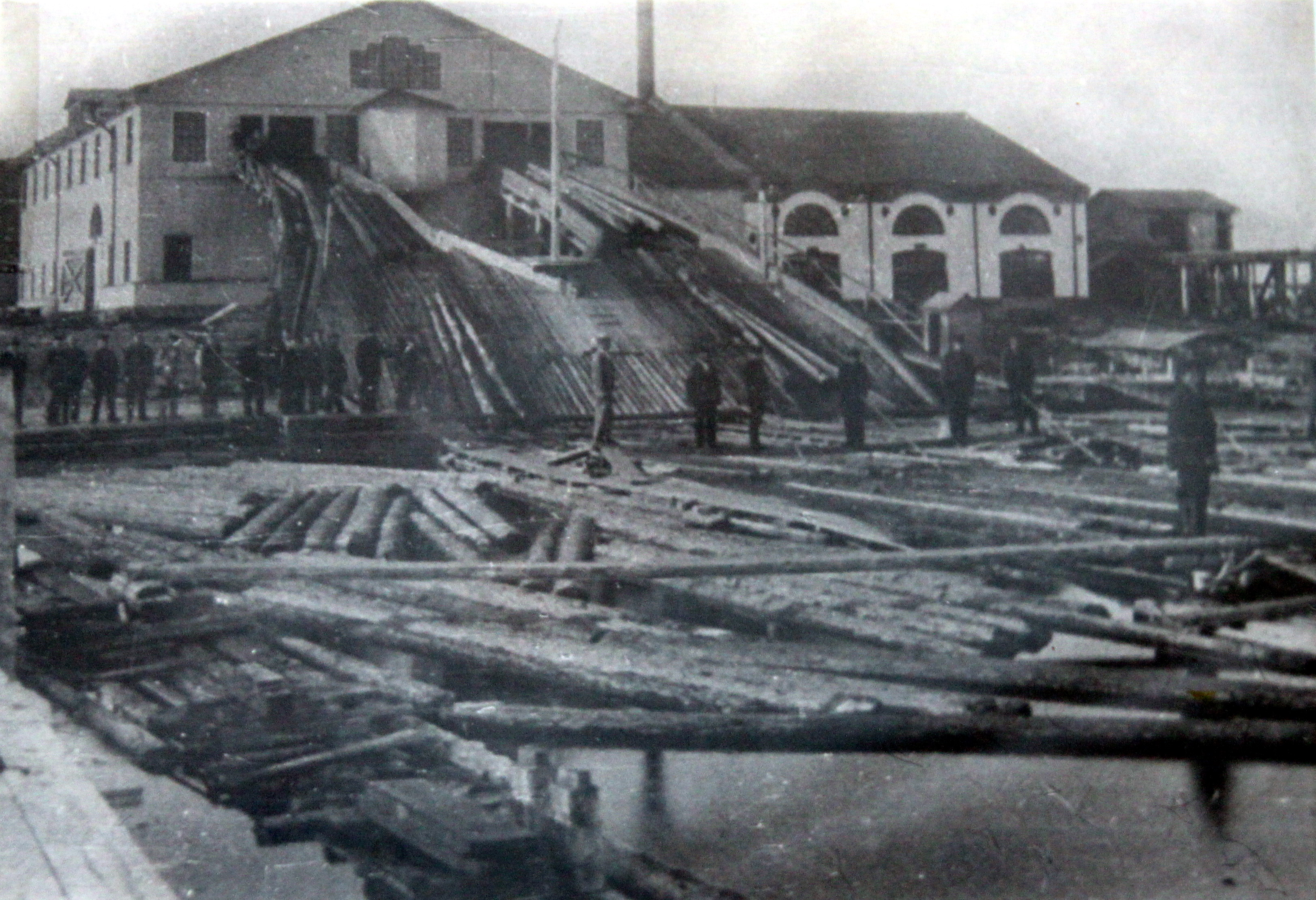
Лесопильный завод К. Стюарта в Ковде (начало XX века)

Одно из старейших и крупнейших поморских поселений Беломорья, на картах отмечается начиная с XV века. Расположилось на берегу губы Старцева Белого моря, у впадения реки Ковды.
В селе сохранилась деревянная Никольская церковь — памятник архитектуры XVII века.
С 1908 по 1940 год в Ковде функционировала биологическая станция, основанная русским учёным-гидробиологом, профессором К. К. Сент-Илером. В 1974 году в селе начала работать биологическая станция «Наш дом», принадлежащая биологическим классам московской школы № 57 (позже — классов школы № 520, а с 2011 г. — школы № 179), организованная Галиной Анатольевной Соколовой.

## Население
Численность населения, проживающего на территории населённого пункта, по данным Всероссийской переписи населения 2010 года составляет 20 человек, из них 11 мужчин (55 %) и 9 женщин (45 %).
| 2002 | 2010 |
| ---- | ---- |
| 45   | ↘20  |